# Maxima
Maxima – program komputerowy typu CAS (systemów algebry komputerowej), które mają wspomagać wykonywanie obliczeń symbolicznych. Głównym składnikiem programu jest interpreter.
Maxima posiada własny, prosty interfejs graficzny – XMaxima. Niezależnie rozwijany jest wieloplatformowy interfejs wxMaxima. Maximę można również uruchamiać w edytorze tekstu Emacs oraz TeXmacs.

## Historia
Maxima wywodzi się z opracowanego w Massachusetts Institute of Technology pod koniec lat 60. na zlecenie Departamentu Energii USA programu Macsyma.
Zajmujący się od 1982 Maximą William Schelter uzyskał w 1998 od Departamentu Energii zezwolenie na uwolnienie kodu na licencji GPL. Od tego czasu Maxima rozwija się dość intensywnie w wersjach dla systemów Linux i Windows. Obecnie prace nad Maximą skupiają się na usuwaniu błędów i udoskonalaniu kodu programu.

## Możliwości
Niektóre możliwości Maximy:

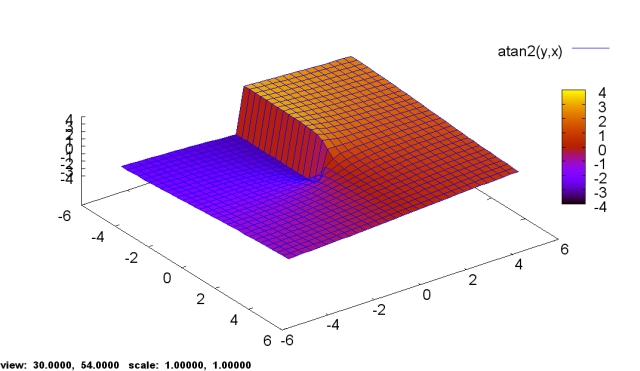
Przykładowy wykres 3-D wygenerowany za pomocą Maximy

- różniczkowanie i całkowanie symboliczne
- symboliczne rozwiązywanie równań, w tym różniczkowych
- upraszczanie wyrażeń algebraicznych
- operacje na macierzach
- wykresy 2D i 3D (wykorzystuje Gnuplot)
- dowolna precyzja obliczeń
- definiowanie własnych funkcji przez użytkownika
- możliwość programowania w Lispie
- eksport wyników w formacie TeX